# Aaron Homoki
Aaron Homoki, surnommé Jaws, est un skater américain né le 2 février 1990 à Phoenix, dans l'Arizona. Il est notamment connu pour avoir été le premier à réussir un ollie au-dessus de Lyon 25, un escalier public de vingt-cinq marches à Lyon,. Il apparaît dans Tony Hawk's Pro Skater 5 en tant que personnage jouable.